# Kurt Blumenfeld
Kurt Yehuda Blumenfeld (geboren 29. Mai 1884 in Marggrabowa, Ostpreußen; gestorben 21. Mai 1963 in Jerusalem) war ein deutsch-israelischer Zionist.

## Leben
Blumenfelds Vater war Amtsrichter in Insterburg, wo er die Schule besuchte.
Von 1904 bis 1909 studierte Blumenfeld Rechtswissenschaft an der Friedrich-Wilhelms-Universität zu Berlin, der Albert-Ludwigs-Universität Freiburg und der Albertus-Universität Königsberg. Seit seinem Studium war er Mitglied der jüdischen Studentenverbindungen VJSt Berlin und VJSt Maccabaea Königsberg im KJV.
1909 wurde Blumenfeld Parteisekretär der Zionistischen Vereinigung für Deutschland (ZVfD), deren Präsident er von 1924 (nach anderen Quellen: seit 1923) bis 1933 war. Aus seiner ZVfD-Funktion heraus war er 1912 entscheidend an der Gründung des jüdischen Wanderbundes Blau-Weiß beteiligt.
Blumenfeld war von 1911 bis 1914 der Generalsekretär des zionistischen Weltverbandes und redigierte von 1913 bis 1914 in Berlin die Zeitschrift Die Welt. 

Blumenfeld spricht in Czernowitz (1922)

1913 heiratete Blumenfeld Jenny Hurwitz und besuchte 1914 erstmals Palästina. An dem im gleichen Jahr beginnenden Ersten Weltkrieg nahm er als Soldat teil. 
1933 flüchtete Blumenfeld nach Palästina. Seit 1936 war er auch Direktor des Keren Hajessod, eines Fonds, der die Alija, die Auswanderung von Juden nach Palästina, unterstützte. Nach mehrjährigen Aufenthalten in New York zog Blumenfeld 1945 endgültig nach Palästina. Er war seit Anfang der 1930er-Jahre mit Hannah Arendt befreundet, die mit ihm zusammenarbeitete, sich jedoch nicht zum politischen Zionismus bekannte.

## Schriften
- Kurt Blumenfeld: Erlebte Judenfrage. Ein Vierteljahrhundert deutscher Zionismus. Herausgegeben und mit einer Einführung versehen von Hans Tramer. Stuttgart DVA, 1962
- Im Kampf um den Zionismus : Briefe aus 5 Jahrzehnten. Hrsg. von Miriam Sambursky und Jochanan Ginat. Stuttgart : Deutsche Verlags-Anstalt, 1976 ISBN 978-3-421-01770-3
- Hannah Arendt und Kurt Blumenfeld: ... in keinem Besitz verwurzelt. Die Korrespondenz, hrsg. von Ingeborg Nordmann und Iris Pilling, Hamburg 1995, ISBN 388022806X